# Antiteizam
Antiteizam ili protuboštvo je osnovno svjetonazorsko gledište koje se aktivno suprotstavlja bilo kojem obliku vjere u Boga (teizmu) i izrazito odbija mogućnost postojanja Boga. 
Po toj definiciji ateizam znači bezboštvo i podrazumjeva nevjerovanje u Boga. Ateizam pretpostavlja nepostojanje Boga, ali ne negira izričito teizam, ateizam je vrijednosno neutralan (0).
Teizam pretpostavlja postojanje jednog ili više božanskih bića, kojim se antiteizam odbija ili protivi.
Usmjeren je protiv teističkih svjetonazora. Određeni oblik antiteizma se također može naći kod Friedricha Nietzschea.
Neki kritičari smatraju da je "antiteizam" jedan nepotrebni neologizam, jer iz njihove točke gledišta ne postoji znatna razlika prema ateizmu, jer je ateizam sam po sebi antiteističan, no to baš i nije tako. Ateist je i onaj koji nikad nije čuo za Boga, pa prema tome, kod takvog čovjeka nije prisutno negiranje Boga (antiteizam). Ateizam podrazumjeva ne postojanje Boga/bogova, ali sam po sebi je vrijednosno neutralan, dok je kod antiteizma prisutno snažno protivljenje vjerovanju, religiji i religijskim dogmama. 
Ateistički pisci i govornici sadašnjosti (npr. Christopher Hitchens) pojam "antiteizam"  označavaju, ne samo kao nijekanje svih teizama, nego i kao nijekanje njihove ukupne korisnosti.